# Nezumia soela
Nezumia soela és una espècie de peix de la família dels macrúrids i de l'ordre dels gadiformes.

## Morfologia
- Els mascles poden assolir 35 cm de llargària total.[5]

## Hàbitat
És un peix d'aigües profundes que viu entre 830-1500 m de fondària.

## Distribució geogràfica
Es troba a Austràlia Occidental.